# Heinz Barth
Heinz Barth (Gransee (Brandenburg), 15 oktober 1920 - Berlijn, 6 augustus 2007) was een Duitse officier in de Waffen-SS.
Vanwege zijn deelname aan de moord op 642 inwoners van het Franse plaatsje Oradour-sur-Glane, waarbij onder meer vrouwen en kinderen in een kerk waren gedreven die vervolgens door SS'ers in brand was gestoken, werd hij op 12 februari 1953 in Bordeaux bij verstek ter dood veroordeeld. 
Pas op 14 juni 1981 werd hij in de DDR opgepakt en op 7 juni 1983 door het Stadtgericht Berlin (de rechtbank van Berlijn) tot een levenslange gevangenisstraf veroordeeld. Hij werd echter in september 1997 vanwege gezondheidsredenen vrijgelaten: hij had diabetes en een hoge bloeddruk. Halverwege 2000 vocht hij met succes als "oorlogsslachtoffer" zijn arbeidsongeschiktheidsuitkering voor het Landessozialgericht in Potsdam aan: hij had namelijk tijdens de Tweede Wereldoorlog bij gevechten een been verloren. 
Heinz Barth overleed op 86-jarige leeftijd aan kanker. 

## Militaire loopbaan
- SS-Untersturmführer: 24 februari 1942
- SS-Obersturmführer: 9 november 1944

## Decoraties
- Gewondeninsigne in zwart
- Rijksinsigne voor Sport in brons

## Lidmaatschapsnummers
- NSDAP-nr.: 7 844 901
- SS-nr.: 458 037